# Дункан Очиєнг
Дункан Акетч Очиєнг (англ. Duncan Aketch Ochieng, нар. 31 серпня 1978) — кенійський футболіст, воротар клубу «Таскер».
Виступав, зокрема, за клуб «Матаре Юнайтед», а також національну збірну Кенії.
Дворазовий чемпіон Кенії. Дворазовий володар Кубка президента. Дворазовий володар Кубка КЕСАФА.

## Клубна кар'єра
У футболі дебютував 1995 року виступами за команду «Матаре Юнайтед», в якій провів шість сезонів. 
Згодом з 2002 по 2014 рік грав у складі «Муміас Шугар», «Матаре Юнайтед», в'єтнамського «Сонглам Нгеан», знов «Матаре Юнайтед», шведського «Слейпнер», втретє «Матаре Юнайтед», «Таскер» та «Софапака».
До складу клубу «Таскер» приєднався 2014 року, де грає і донині, в основному перебуваючи в ролі запасного воротаря. 

## Виступи за збірну
1997 року дебютував в офіційних матчах у складі національної збірної Кенії.
У складі збірної був учасником Кубка африканських націй 2004 року у Тунісі.

## Титули і досягнення
- Чемпіон Кенії (2):

«Матаре Юнайтед»: 2008
«Таскер»: 2011
- Кубок президента (2):

«Матаре Юнайтед»: 1998, 2000
- Володар Кубка КЕСАФА (2):

Збірна Кенії: 2002, 2013